# Frances Shand Kydd
Frances Shand Kydd (născută Burke Roche, fostă Viscontesă de Althorp) (20 ianuarie 1936 – 3 iunie 2004) a fost soția lui John Spencer, al VIII-lea Conte Spencer și mama prințesei Diana, Prințesă de Wales. După două căsătorii nereușite și moartea a doi dintre copiii săi, ea și-a devotat ultimii ani de viață muncii de caritate în cadrul bisericii romano-catolice.